# Łomazy
Łomazy è un comune rurale polacco del distretto di Biała Podlaska, nel voivodato di Lublino.
Ricopre una superficie di 200,43 km² e nel 2006 contava 5 431 abitanti.